# Šasta (jezična porodica)
Shastan (Sastean) je porodica jezika američkih Indijanaca koja obuhvaća jezike Indijanaca Shasta iz bazena Upper Klamatha, Scott i Shasta Rivera. Plemena Shasta su sljedeća: Shasta vlastiti, New River Shasta, Konomihu i Okwanuchu. Ovdje treba napomenuti da tzv. New River Shasta nisu s rijeke čije ime nose, jer Shaste nikada nisu živjele na toj rijeci. Neki su porodici pripisivali i jezike i plemene Pit River Indijanaca, koji su inače članovi porodice Palaihnihan, bez kojih se naziva Sastean. –Kulturno Shastan plemena nalik su napose Yurok plemenima i dalje žeteocima žira i kestena (Aesculus), kao što su recimo Karoki. Simboli kulture ovih plemena je i crveni skalp djetlića i školjke dentalium. –Vjera u šamane i duhove-zaštitnike. 

## Vanjske poveznice
- Ethnologue (14th)
- Ethnologue (15th)

Ethnologue (16th)
- Sastean Family
- Shasta